# Liste der Monuments historiques in Cravans
Die Liste der Monuments historiques in Cravans führt die Monuments historiques in der französischen Gemeinde Cravans auf.

## Liste der Objekte
| Bezeichnung               | Beschreibung                              | Standort                       | Kennzeichnung | Schutzstatus | Datum | Bild |
| ------------------------- | ----------------------------------------- | ------------------------------ | ------------- | ------------ | ----- | ---- |
| Gemälde Mariä Himmelfahrt | Öl auf Leinwand, 17. oder 18. Jahrhundert | in der Kirche St-Pierre (Lage) | PM17001688    | Inscrit      | 1991  |      |